# Répcelak
Répcelak is een plaats (város) en gemeente in het Hongaarse comitaat Vas. Répcelak telt 2506 inwoners (2007).